# Mockritz (Großweitzschen)

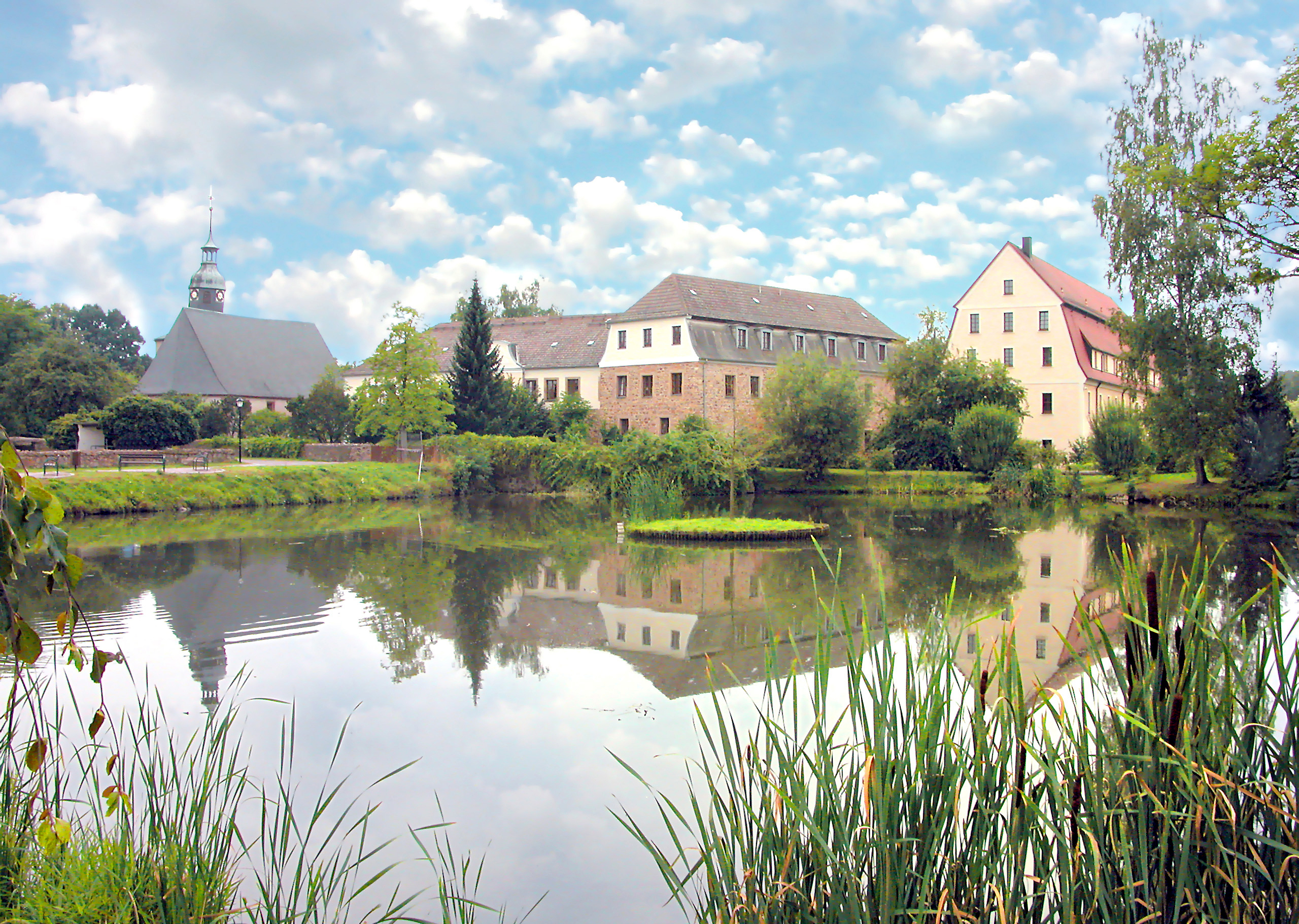
Ortslage Mockritz mit Kirche

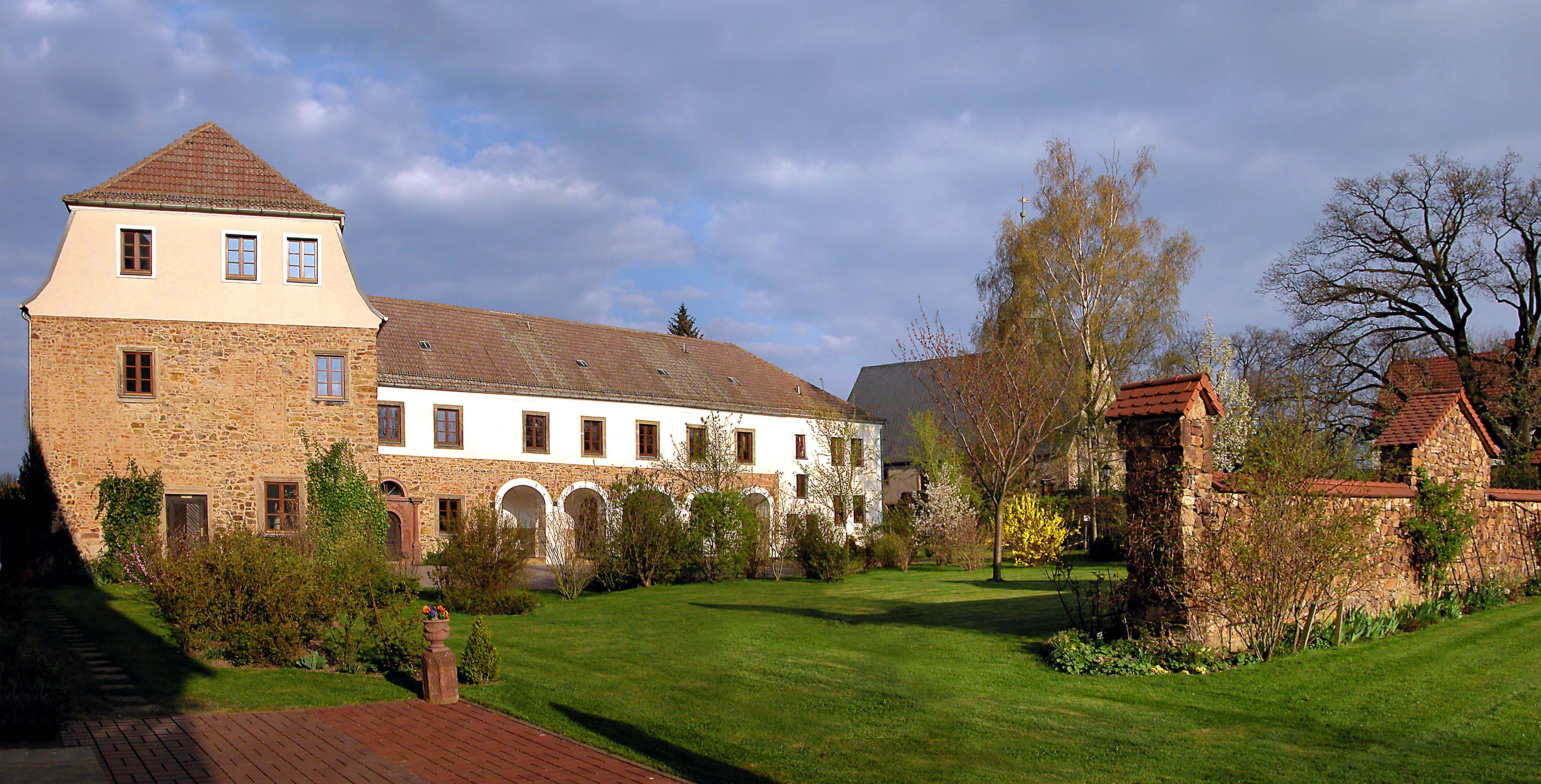
Gutshaus Mockritz

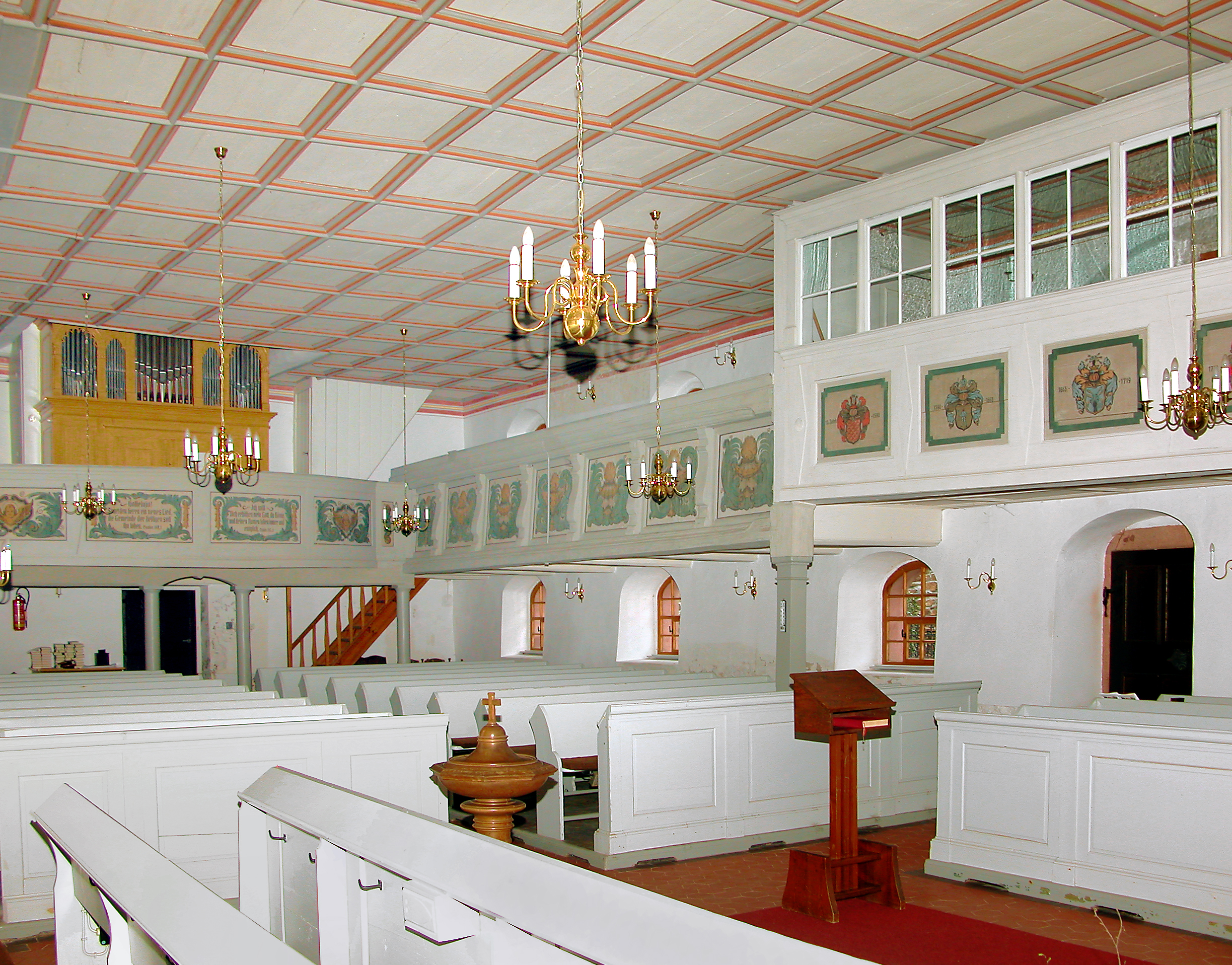
Innenansicht der Kirche

Mockritz ist ein Ortsteil der Gemeinde Großweitzschen im Landkreis Mittelsachsen in Sachsen.

## Geografie und Verkehrsanbindung
Der Ort liegt nordöstlich des Kernortes Großweitzschen an den Kreisstraßen K 7515 und K 7547. Die A 14 verläuft am nördlichen Ortsrand.

## Sehenswürdigkeiten
Sehenswert sind der Ortskern, das Schloss und das Kornhaus sowie die Kirche.
Das Mockritzer Rittergut gehörte von 1231 bis 1590 den Marschalk von Mockritz, einer Linie der Marschall von Bieberstein. Von 1590 bis 1663 waren die von Pontzschmann hier ansässig, danach bis 1719 die von Dürfeld, 1719 erwarb Philipp Adam zu Eltz das Gut zusammen mit den Gütern Jeßnitz und Döschütz und vererbte diese seinem Neffen Anton Gottlieb Christoph von Hardenberg aus dem Hause Wiederstedt; Nach dessen Tod 1752 übernahmen seine vier Söhne die drei Güter Mockritz, Jeßnitz und Döschütz und bewirtschafteten sie gemeinsam, 1788 wurden sie verkauft. Es folgten bis 1854 die Freiherren von Lorenz, 1854–1916 Otto Ludwig Christoph von Schönberg, danach Elisabeth v. Schönberg, dann bis zur Enteignung 1945 deren Adoptivsohn, Ottos Enkel Hendrik Camp von Schönberg. 1993 wurde das Gut zurückerworben durch Theda von Kuenheim, geborene Camp von Schönberg und Eberhard von Kuenheim.

### Schloss
Das als Wohnung genutzte Schloss entstand aus einem im 16. Jahrhundert errichteten Renaissancebauwerk, an das im Jahr 1698 ein weiterer Flügel angefügt wurde, welcher nach Zerstörung im Jahr 1959 in einfachen Formen rekonstruiert wurde.
Das Schloss ist ein zweigeschossiger Putzbau mit Mansardwalmdach und breiten Walmgaupen. Im genuteten Mittelrisalit befindet sich die Zufahrt mit einem Korbbogentor. Das Sitznischenportal an der Hofseite des Erweiterungsbauwerks ist mit Beschlagwerk und toskanischen Halbsäulen verziert und mit der Jahreszahl 1698 datiert.
Nördlich davon schließt sich ein großes zweigeschossiges Wirtschaftsgebäude des 18. Jahrhunderts mit hohem Walmdach an, das als Wohnung genutzt wird.

### Kirche
Die Kirche ist eine Saalkirche, die nach Brand des Vorgängerbauwerks im Jahr 1673 unter Verwendung älterer Reste wiederaufgebaut wurde, wobei sie nach Osten erweitert wurde. Das Bauwerk ist ein Putzbau mit dreiseitig geschlossenem Chor; der wuchtige quadratische Turm mit angeputzter Eckquaderung wurde möglicherweise ursprünglich als Wehrturm erbaut.
Im Innern ist das Bauwerk flachgedeckt; die Empore an der Nordseite mit gebauchten Pilastern stammt vermutlich aus dem Jahr 1678, die Orgelempore im Westen von 1845; beide sind mit Akanthusmotiven an den Brüstungen verziert; an der Südseite sind zwei, an der Nordseite eine Loge eingebaut.
Der einfache Kanzelaltar stammt aus der ersten Hälfte des 18. Jahrhunderts. Die klangschöne Orgel wurde im Jahr 1846 von Urban Kreutzbach erbaut. Im Chor sind Grabdenkmäler des 17. und 18. Jahrhunderts aufgestellt, darunter ein Sandsteinepitaph für einen Pfarrer († 1656) mit Inschrifttafeln, darüber Reliefs der Kreuzigung und der Aufstehung. Im Saal befindet sich ein sehr gut erhaltenes, qualitätvolles Sandsteinrelief der Grablegung, das vermutlich vo einem Grabdenkmal aus dem 17. Jahrhundert stammt. Einst führte von der Kirche zum nördlich angrenzenden Schloss ein brückenartiger, hölzerner Gang, der später abgebrochen wurde.